# Lepadella rezvoji
Lepadella rezvoji is een raderdiertjessoort uit de familie Lepadellidae. De wetenschappelijke naam van deze soort is voor het eerst geldig gepubliceerd in 1931 door Smirnov.